# Федералистичка странка (САД)
Федералистичка странка (енгл. Federalist party) је била прва политичка странка у Сједињеним Државама. Под вођством Александра Хамилтона су доминирали националном владом од 1789. до 1801. године. После тога су постали мањинска странка, задржавајући своје упориште у Новој Енглеској и направили су кратак препород супротстављајући се рату 1812. године. Потом тога су се срушили а свог последњег председничког кадндидата су имали 1816. године. Остаци странке су остали на пар места неколико година. Странка је апеловала на предузећа и на конзервативце који су фаворизовали банке, националну над државном владом, производњу, војску и морнарицу, а у свестским пословима су преферирали Велику Британију и противили се Француској револуцији. Партија је фаворизовала централизацију, федерализам, модернизацију и протекционизам.
Федералисти су позивали на снажну националну владу која је промовисала економски раст и неговала пријатељске односе са Великом Британијом у супротности са револуционарном Француском. Контролисали су савезну владу до 1801. године, када ју је победила Демократско-републиканска опозиција предвођена Томасом Џеферсоном. Федералистичка странка је настала између 1789. и 1790. године као национална коалиција банкара и бизнисмена у знак подршке Хамилтоновој фискалној политици. Ове присталице су радиле у свакој држави како би изградиле организовану странку посвећено фискално исправној и националистичкој влади. Једини федералистички председник је био Џон Адамс. Џорџ Вашингтон је био наклоњен федералистичком програму, али је службено стао као нестраначка личност током свог председништва.
Федералистичке политике захтевале су националну банку, царине и добре односе са Великом Британијом, како је изражено у Џеј Уговору из 1794. године. Хамилтон је развио концепт подразумеваних овлашћења и успешно аргументовао усвајање таквог тумачења Устава. Њихови политички противници, демократски републиканци предвођени Џеферсоном, осудили су већину федералистичких програма, посебно банке и подразумеване моћи; и жестоко су нападали Џејов Уговор као распродају републичких вредности британској монархији. Џејов договор је био усвојен и федералисти су победили у већини главних законодавних битака 1790-их. Имали су јаку базу у националним градовима и у Новој Енглеској. Фракционализовали су се када је председник Адамс осигурао мир са Француском. Након што су Џеферсонци, чија је база била у руралном југу и западу, победили на тешким председничким изборима 1800. године, федералисти се више нису вратили на власт. Они су повратили одређену снагу интензивним противљењем рату 1812, али су практично нестали током доба добрих осећања која су уследила након завршетка рата 1815. године.
Федералисти су оставили трајно наслеђе у облику јаке савезне владе. Након губитка извршне власти, одлучујуће су обликовали политику врховног суда још три деценије преко врховног судије Џона Маршала.

## Федералистички председници
| Име       | Председник САД (хронолошки) | Период    |
| --------- | --------------------------- | --------- |
| Џон Адамс | 2. председник               | 1797–1801 |